# Auguste Bonal
Pour les articles homonymes, voir Bonal.
Auguste Jean Marie Bonal est un industriel et un résistant français qui a été dirigeant du Football Club Sochaux-Montbéliard. Il est né le 7 février 1898 à Sèvres et tué le 23 avril 1945 à Bad Waldsee.

## Biographie
Dirigeant au sein des Automobiles Peugeot, Auguste Bonal fera partie du conseil d'administration du club de football local du FC Sochaux-Montbéliard dès 1933. Il occupera la fonction de directeur sportif du club de juillet 1941 à juin 1943.
À Sochaux, les occupants voulaient bénéficier au maximum de l'usine Peugeot pour soutenir l'industrie militaire allemande. Mais, la direction a organisé une véritable résistance : instruction lente des commandes avec pour objectif d'être le plus improductif possible et sabotage ponctuel des installations. L'objectif était de se livrer à un double jeu : produire assez pour éviter le transfert des ouvriers et de l'appareil industriel en Allemagne. Ne pas trop en faire pour que ne se reproduise pas un bombardement allié comme celui qui causa 125 morts et 250 blessés la nuit du 16 juillet 1943. Cette volonté d'éviter un nouveau raid ainsi que la perspective de fabriquer au sein de l'usine des fuselages pour les fusées volantes V1 entraînèrent une hausse des sabotages et une baisse de la productivité. Soupçonné d'obstruction à la collaboration, Auguste Bonal fut arrêté une première fois, chez lui, par des SS dans la nuit du 27 octobre 1943. Emmené à la prison de la Butte à Besançon, il y resta jusqu'à Noël 1943. Remis en liberté surveillée, "Tobus" (son nom dans la résistance) fut arrêté par la Gestapo avec M. Godard, Margaine et Delattre à la sortie de la réunion hebdomadaire des directeurs de l'usine le 23 mars 1944. Bonal était membre des Forces Françaises Combattantes (FFC) en secret. M. Fabrizio et Mattern furent arrêtés de leur côté et transférés à la prison de Dijon. L'ensemble des hommes membres ou proches du réseau Stockbroker dirigé par l’agent anglais Harry Rée alias "César", y furent retenus du 23 mars 1944 au 22 août 1944. Puis, ce fut la déportation (sauf M. Mattern libéré au passage du train à Belfort) vers le camp du Struthof (Alsace) jusqu'au 30 août 1944. "Tobus", M. Fabrizio et Margaine furent envoyés à cette date au camp de Schömberg (Bade-Wurtemberg) où ils arrivèrent le 31 août 1944. Les conditions de détention furent très dures mais Auguste Bonal aux dires de M. Fabrizio, resta toujours calme et d'une grande camaraderie en toutes circonstances. Les prisonniers quittèrent la camp sous escorte nazie le 18 avril 1945 en raison de l'approche des troupes françaises dans la région. À la suite d'une panne de leur camion, leurs geôliers les laissèrent à leur sort à compter du 20 avril 1945. Auguste Bonal fut abattu avec trois autres camarades par des nazis en retraite le 23 avril 1945 alors qu'ils étaient partis en reconnaissance pour chercher de la nourriture non loin de la commune de Bad Waldsee. Les troupes du général de Lattre de Tassigny étaient aux portes de la ville et allaient conquérir les lieux seulement deux jours après. Le 2 novembre 1945, l'armée française d'occupation inaugurait un monument en l'honneur d'Auguste Bonal et Lucien Monjoin tués par le même commando. Le corps d'Auguste Bonal ne sera rapatrié en France qu'à l'automne 1947 et sera inhumé dans le caveau familial à Paris.
En date du 28 décembre 1953, il fut élevé au grade de chevalier de la Légion d'Honneur à titre posthume. En avril 2015, la commune de Bad Waldsee dévoilait une plaque honorant la mémoire d'Auguste Bonal et de ses compagnons d'infortune, Lucien Monjoin, Karl Panhans et Julius Spiegel, eux aussi victimes de ce commando nazi.
Le stade de la Forge qui hébergeait le FC Sochaux-Montbéliard fut rebaptisé dès juillet 1945 à son nom et devient le stade Auguste-Bonal, plus communément appelé stade Bonal. Une fresque à son effigie a été inaugurée sur le stade en 2021.

## Distinctions
- Chevalier de la Légion d'honneur (1945) délivré à titre posthume
- Croix de guerre 1939–1945
- Médaille de la Résistance française[3]
- Médaille des évadés (tentative de fuite du camp du struthof suivi d'une peine disciplinaire et d'une déportation)